# Городские населённые пункты Липецкой области
В Липецкой области России выделяются 8 городских населённых пунктов — все они города, среди которых выделяются:
- 2 города областного значения (в списке  выделены оранжевым цветом) — в рамках организации местного самоуправления образуют отдельные городские округа,
- 6 городов районного значения — в рамках организации местного самоуправления входят в соответствующие муниципальные районы.

Посёлков городского типа в области нет.

## Города
| № | название | район / город областного значения | население (чел.) | основание / первое упоминание | статус города | герб | прежние названия                         | координаты                      |
| - | -------- | --------------------------------- | ---------------- | ----------------------------- | ------------- | ---- | ---------------------------------------- | ------------------------------- |
| 1 | Грязи    | Грязинский район                  | ↘43 640          | 1868                          | 1938          |      |                                          | 52°30′00″ с. ш. 39°56′00″ в. д. |
| 2 | Данков   | Данковский район                  | ↗19 726          | 1568                          | 1957          |      | Донков                                   | 53°15′00″ с. ш. 39°09′00″ в. д. |
| 3 | Елец     | Елец                              | ↘93 761          | 1146                          | 1778          |      |                                          | 52°37′00″ с. ш. 38°28′00″ в. д. |
| 4 | Задонск  | Задонский район                   | ↗9887            | 1615                          | 1779          |      |                                          | 52°23′00″ с. ш. 38°55′00″ в. д. |
| 5 | Лебедянь | Лебедянский район                 | ↗20 049          | 1605                          | 1613          |      |                                          | 53°00′41″ с. ш. 39°07′41″ в. д. |
| 6 | Липецк   | Липецк                            | ↘483 040         | 1703                          | 1779          |      | до 1779 — Липские Заводы                 | 52°37′00″ с. ш. 39°36′00″ в. д. |
| 7 | Усмань   | Усманский район                   | ↗19 662          | 1645                          | 1779          |      |                                          | 52°03′00″ с. ш. 39°44′00″ в. д. |
| 8 | Чаплыгин | Чаплыгинский район                | ↘11 579          | 1638                          | 1778          |      | до 1778 — Слободское до 1948 — Раненбург | 53°14′30″ с. ш. 39°58′00″ в. д. |

## Бывшие города
Сохранились, но потеряли статус города
- Белоколодск — ныне село Крутогорье. Город с 1663. В XVIII или XIX веке стал селом.
- Дёмшинск — ныне село Никольское. Город с 1683 по 1779.
- Добрый — ныне село Доброе. Город с 1647 по 1764.
- Романов — ныне село Ленино. Город с 1614 по XVIII век.
- Талецк — ныне село Талица. Город до 2-й половины XVIII века.
- Чернавск — ныне село Чернава. Город с XI века по 1779.

Вошли в состав других городов
- Сокольск — ныне (с 1960 года) микрорайон Сокольское города Липецка. Город с 1647 по 1779 год, село с 1779 по 1960 год.

## Бывшие посёлки городского типа
Сохранились, но потеряли статус пгт
- Грязи — пгт с 1926 года. Преобразован в город в 1938 году.
- Данков — пгт с 1941 года. Преобразован в город в 1959 году.
- Добринка — пгт с 1967 года. Преобразован в сельский населённый пункт в 2005 году.
- Лев Толстой — пгт с 1927 года. Преобразован в сельский населённый пункт в 2005 году.
- Тербуны — пгт с 1975 года. Преобразован в сельский населённый пункт в 1992 году.

Вошли в состав других городов
- Казинка — пгт с 1957 года. Включён в состав города Липецка в 1998 году.
- Матырский — пгт с 1976 года. Включён в состав города Липецка в 1998 году.
- Сырский — пгт Липецкие Железные Рудники с 1932 года. Включён в состав города Липецка в 1998 году.